# Алфенас (мікрорегіон)

Алфенас на карті штату Мінас-Жерайс

Алфенас (порт. Microrregião de Alfenas) — мікрорегіон в Бразилії, входить в штат Мінас-Жерайс. Складова частина мезорегіону Південь і південний захід штату Мінас-Жерайс. Населення становить 230 411 чоловік на 2006 рік. Займає площу 4987,469 км². Густота населення — 46,2 чол./км².

## Склад мікрорегіону
До складу мікрорегіону включені наступні муніципалітети:
1. Алфенас
2. Алтероза
3. Ареаду
4. Карму-ду-Ріу-Клару
5. Карвальополіс
6. Консейсан-да-Апаресіда
7. Дівіза-Нова
8. Фама
9. Машаду
10. Парагуасу
11. Посу-Фунду
12. Серранія

| Бразилія | Це незавершена стаття з географії Бразилії. Ви можете допомогти проєкту, виправивши або дописавши її. |